# Federazione cestistica della Bosnia ed Erzegovina
La Federazione cestistica della Bosnia ed Erzegovina (acronimo KSBiH; bosniaco: Košarkaški savez Bosne i Hercegovine, serbo: Кошаркашки савез Босне и Херцеговине) è l'ente che controlla e organizza la pallacanestro in Bosnia ed Erzegovina.
La federazione controlla inoltre la nazionale maschile e femminile. Ha sede a Sarajevo e l'attuale presidente è Nikica Petrovic.
È affiliata alla FIBA dal 1992 e organizza il campionato di pallacanestro bosniaco.